# Бела (Димбовіца)
Бела (рум. Bela) — село у повіті Димбовіца в Румунії. Адміністративно підпорядковане місту Пучоаса.
Село розташоване на відстані 90 км на північний захід від Бухареста, 19 км на північ від Тирговіште, 63 км на південь від Брашова.

## Населення
За даними перепису населення 2002 року у селі проживали 595 осіб, усі — румуни. Усі жителі села рідною мовою назвали румунську.